# UTC+08:00
UTC+8 est un fuseau horaire, en avance de 8 heures sur UTC.

## Zones concernées

### Toute l'année

Carte des fuseaux horaires en Indonésie (partie orange).

UTC+8 est utilisé toute l'année dans les pays et territoires suivants :
- Australie :
  -  Australie-Occidentale.

- Brunei ;
- Chine (depuis 1949) ;
- Hong Kong (depuis 1904) ;
- Macao ;

- Mongolie, sauf :
  - Bayan-Ölgiy ;
  - Hovd ;
  - Uvs.

- Russie[1] (zone 7) :
  -  Oblast d'Irkoutsk ;
  -  Bouriatie.

- Taïwan (depuis 1949).
- Malaisie ;
- Philippines ;
- Singapour ;
- Indonésie[2],[3] :
  - Bali ;
  - Kalimantan oriental ;
  - Kalimantan du Sud ;
  - Petites îles de la Sonde occidentales ;
  - Petites îles de la Sonde orientales ;
  - Sulawesi.

### Heure d'hiver (hémisphère nord)
Aucune zone n'utilise UTC+8 pendant l'heure d'hiver (dans l'hémisphère nord) et UTC+9 à l'heure d'été.

### Heure d'hiver (hémisphère sud)
Aucune zone n'utilise UTC+8 pendant l'heure d'hiver (dans l'hémisphère sud) et UTC+9 à l'heure d'été.

### Heure d'été (hémisphère nord)
Aucune zone n'utilise UTC+8 pendant l'heure d'été (dans l'hémisphère nord) et UTC+7 à l'heure d'hiver.

### Heure d'été (hémisphère sud)
Aucune zone n'utilise UTC+8 pendant l'heure d'été (dans l'hémisphère sud) et UTC+7 à l'heure d'hiver.

## Géographie
À l'origine, UTC+8 concerne une zone du globe comprise entre 112,5° et 127,5° et l'heure initialement utilisée correspondait à l'heure solaire moyenne du 120e méridien est (référence supplantée par UTC en 1972). Pour des raisons pratiques, les pays utilisant ce fuseau horaire couvrent une zone plus étendue.
Toute la république populaire de Chine utilise le même fuseau horaire, ce qui crée une zone exceptionnellement large. Le Soleil atteint son zénith à 11 h à l'extrême Est puis à 15 h à l'extrême Ouest. À la frontière entre la Chine et l'Afghanistan (qui utilise UTC+4:30), le décalage horaire atteint 3 h 30.
Singapour utilise UTC+8 pour des raisons historiques, mais est géographiquement dans UTC+7.
En tout, UTC+8 est observé par environ 1,71 milliard de personnes, soit à peu près le quart de la population mondiale. Cela en fait de loin le fuseau horaire le plus peuplé de la planète.
En Australie, UTC+8 porte le nom de Australian Western Standard Time (heure standard de l'Australie-Occidentale, abrégé en AWST). En Indonésie, Waktu Indonesia Tengah (heure d'Indonésie centrale, abrégé en WITA). En Russie, Красноярское время (Krasnoyarsk Time ou heure de Krasnoïarsk, abrégé en KRAST).

## Historique

### Chine
Les fuseaux horaires furent établis officiellement en Chine en 1912 sous la république de Chine. Le pays fut divisé en cinq fuseaux : GMT+5:30, GMT+6, GMT+7, GMT+8 et GMT+8:30.
Après la guerre civile chinoise en 1949, le parti communiste prit le contrôle de la Chine continentale et le gouvernement de la république de Chine fut exilé à Taïwan. La république populaire de Chine établit un fuseau horaire unique pour la totalité du pays, tandis que la république de Chine continua de placer les territoires qu'elle administrait sous la zone UTC+8. En d'autres termes, les deux administrations eurent des politiques distinctes qui les conduisirent à utiliser le même fuseau horaire.

### Hong Kong et Macao
Entre le XIXe siècle et la fin du XXe siècle, Hong Kong et Macao furent des colonies du Royaume-Uni et du Portugal. Du fait de leur situation géographique, les deux zones utilisèrent également GMT/UTC+8.

### Malaisie
La partie continentale de la Malaisie utilisa divers fuseaux horaires :
- Jusqu'au 31 mai 1905 : GMT+6:46:48 ;
- 1er juin 1905 - 15 février 1942 : GMT+7 ;
- 1er janvier 1933 - 31 août 1941 : GMT+7:20 (heure d'été) ;
- 1er septembre 1941 - 15 février 1942 : GMT+7:30 (heure d'été) ;
- 16 février 1942 - 12 septembre 1945 : GMT+9 (occupation japonaise) ;
- 13 septembre 1945 - 31 décembre 1981 : GMT/UTC+7:30 ;
- À partir du 1er janvier 1982 : UTC+8.

### Singapour
Singapour est situé à la longitude 103° 51' 16", dans la zone théorique du fuseau horaire UTC+7.
Avant le 31 mai 1905, l'heure locale était 6 h 55 min 25 s en avance par rapport à GMT, puis passa à GMT+7. Singapour appliqua GMT+7:20 entre 1933 et 1940 comme heure d'été et GMT+ 7:30 entre 1941 et 1942 et entre 1945 et 1970. Pendant l'occupation japonaise (1942-1945), GMT+9 fut utilisé.
Singapour se décala à UTC+7:30 entre 1970 et 1982. Lorsque la Malaisie passa d'UTC+7:30 à UTC+8 en 1981, Singapour suivit le 1er janvier 1982 pour des raisons économiques.